# 伊雷内·科基·穆通吉
伊雷内·科基·穆通吉（Irene Koki Mutungi，1976年—）是东非共同体最大的经济体肯尼亚的一位飛行員。她是非洲大陆第一位获得波音787“梦想飞机”机长资格的女性。她为肯尼亚的国家航空肯尼亚航空工作。

## 早年生活和教育
伊雷内·科基·穆通吉大约1976年出生于肯尼亚，她的父亲是肯尼亚航空的商业飞行员。他已经退休，是一名航空顾问。科基1992年高中毕业后，在17岁时，她到内罗毕Wilson机场的飞行学校学习，并获得了私人飛行員执照。她继续在美国奧克拉荷馬市接受飛行員训练，并获得美国联邦航空管理局颁发的商业飞行员执照。

## 职业生涯
她于1995年返回肯尼亚，并被肯尼亚航空聘为该公司第一位女飞行员。在接下来的六年里，她是该航空唯一的女飞行员。2004年，她获得波音737机长资格后，她成为第一位有资格担任商用飞机机长的非洲女性。此后，她也获得波音767机长资格。然后她接受了转换课程，这使她能够过渡到驾驶波音787梦想飞机。肯尼亚航空随后将她提升为波音787的机长，使她成为世界上第一位非洲女性波音787机长。她的雇主于2014年4月15日宣布了这一消息。

## 其他
当她五岁的时候，通过观察她父亲当时在肯尼亚航空公司当飞行员，她有了成为商业飞行员的动机。穆通吉机长大约于2006年生下一个儿子。她喜欢飞行和指导其他人，特别是女飞行员。2014年9月，穆通吉是肯尼亚航空的39名飞行员之一，她是驾驶波音787从内罗毕至巴黎航线的指定机长。
2014年12月，她被《福布斯》评选为“2014年非洲20位最年轻的权力女性”。